# Les Vautours (chanson)
Singles de Johnny Hallyday
Si j'étais moi
(1989) Himalaya
(1990)
Clip vidéo
[vidéo] « Les Vautours... », sur YouTube
Les Vautours est une chanson de Johnny Hallyday issue de son album de 1989 Cadillac.
En 1990, la chanson paraît en single et atteint la 30e place du Top 50.

## Développement et composition
La chanson a été écrite par Étienne Roda-Gil et Jacques Cardona. L'enregistrement a été produit par Étienne Roda-Gil.

## Liste des pistes
Single 7" 45 tours  — 1990, Philips 876 898-7, France
A. Les Vautours (nouvelle version) (4:10)
B. Rien à jeter (3:36)
Single maxi 12" 45 tours  — 1990, Philips 876 899-1, France
A1. Les Vautours (nouvelle version maxi) (7:13)
B1. La Musique que j'aime (version inédite 90) (5:53)
B2. Rien à jeter (3:35)
B3. Le Testament d'un poète (1:44)
Single maxi CD  — 1990, Philips 876 899-2, France

Single maxi CD (réédition, pochette en carton) — 2006, Philips 9838179, France
1. Les Vautours (nouvelle version maxi) (7:17)
2. La Musique que j'aime (version inédite 90) (5:53)
3. Rien à jeter (3:35)
4. Le Testament d'un poète (1:44)[4]

## Classements
| Classement (1990) | Meilleure position |
| ----------------- | ------------------ |
| France (SNEP)     | 30                 |